# Monte Cristi
Monte Cristi és una província del nord-oest de la República Dominicana. La seva capital és San Fernando de Monte Cristi.
El 20 de juny de 2006 La província estaba dividida en els següents municipis i districtes municipals:
- Castañuela, districte municipal: Palo Verde
- Guayubín, districtes municipals:Cana Chapetón, Hatillo Palma i Villa Elisa
- Las Matas de Santa Cruz
- Pepillo Salcedo
- San Fernando de Monte Cristi
- Villa Vásquez

Llista dels municipis amb la seva població estimada en el cens de 2012 :
| Nom                          | Població total | Població urbana | Població rural |
| ---------------------------- | -------------- | --------------- | -------------- |
| Castañuela                   | 14.878         | 4.005           | 10.873         |
| Guayubín                     | 32.586         | 5.899           | 26.687         |
| Las Matas de Santa Cruz      | 18.756         | 9.515           | 9.241          |
| Pepillo Salcedo              | 11.588         | 4.983           | 6.605          |
| San Fernando de Monte Cristi | 42.657         | 26.868          | 15.789         |
| Vil·la Vásquez               | 15.245         | 12.191          | 3.054          |
| Monte Cristi Província       | 135.710        | 63.461          | 72.249         |